# Patronatsret
Patronatsret (latin jus patronatus) er et kirkeretsligt begreb, hvis oprindelse skyldes tidlige middelalderlige forhold. Ved de på Romerrigets område indstrømmende germanske stammers overgange til til kristendommen blev det nemlig, pga. den germanske retsopfattelses ensidigt privatsretslige karakter, skik, at de store jordejere i stedet for at indordne deres besiddelser under offentlige, af dem uafhængige kirker og sognepræster, lod opføre gudshuse på deres egne ejendomme og for egne midler, hvorved de ikke alene blev kirkernes ejere, men også tiltog sig selv at ansætte og lønne præsterne.
Denne meget udbredte ordning stred imidlertid mod den strengt kirkelige norm, og der arbejdedes derfor fra kanonisk side stadig på at trænge kirkeejeren tilbage og reducere ham til "kirkepatron" (latin patronus ecclesiæ), hvem der ikke tilkom ejendomsret, men alene forvaltningsopsigt over kirkerne og i henseende til præsternes ansættelse alene en forslagsret.
Først i 1100-tallet lykkedes det dog, navnlig under pave Alexander 3. (1159-1181) endelig at drive disse krav igennem og gøre til alment anerkendte led i det gældende kanoniske retssystem. I kristenhedens mere afsides egne fortsatte kampen dog længe endnu. I Norge dannede således kongens og høvdingernes patronatsret et af hovedstridspunkterne under det voldsomme sammenstød mellem verdslig og gejstlig magt under kong Sverre Sigurdsson (1184-1202), og på Island blussede fra 1282 en langvarig uenighed op om det samme emne. I den samtidig hermed også i Norge pågående kirkestrid spillede patronatsretten vistnok en mere underordnet rolle, men stødet blev dog givet til, at kong Håkon 5. Magnusson (1270-1319) i 1308 fik oprettet en egen kongelig "kapelgejstlighed", hvis personer og kirker ("kongelige kapeller") helt stod under kongens styre; en ejendommelig og betydningsfuld institution, der først bortfaldt med den katolske kirkeforfatning. Hvad angår patronatsrettens fremtræden i Norge efter reformationen, holdt den for så vidt skridt med den neden for skildrede udvikling i Danmark, da kongen i 1600-tallet (fra 1649) overdrog sin patronatsret og dermed sammenhængende rettigheder også over visse norske kirker til privilegerede privatmænd, der således blev kirkepatroner. Imidlertid forblev disse i Norge forholdsvis fåtallige, og deres indtægter af kirkerne var forholdsvis små. Patronatsrettens hovedindhold, kaldsretten, afskaffedes endelig ved adelsloven af 1821.

## Patronatsretten i Danmark efter reformationen
I Danmark indbefattede patronatsretten på den tid, da reformationen blev indført, kun kaldsretten til gejstlige embeder (latin jus vocandi), mens det, som i senere tid udgjorde en væsentlig bestanddel af kirkepatronens rettigheder og en tid måtte anses for den materielle basis for patronens kaldsret, adkomsten til kirkens tiende og andre indkomster, i den første tid efter reformationens indførelse ikke var indbefattet under den verdslige patronatsret. Man tænkte sig næppe heller et sådant forhold som muligt da reformationen blev indført, for ikke alene den kanoniske ret, men også den nationale ret måtte lede til at betragte kirkerne og deres ejendomme som selvstændige juridske personer, der vel stod under en højere bestyrelse og måtte tjene kirkens almene øjemed med deres overskud, men dog nærmest var berettigede til at oppebære deres indkomster til eget tarv.
Kirkernes økonomiske administration forestodes af kirkeværger – to for hvert sogn – under tilsyn af stiftslensmændene som kirkernes forsvar. Da erfaringen havde vist, at disse ikke tilbørlig kunne overkomme de dem påhvilende forretninger, skete der i 1582 den forandring, at stiftstlensmændenes funktioner i forhold til kirkerne blev overdraget til lensmændene. Fra at bestyre kirkernes gods til at oppebære deres indkomster mod forpligtelse til at afholde deres udgifter var dengang skridtet ikke langt. Kirkens og præstens bønder kom under patronens herlighedsret, patronen kunne fæste tienden til sig selv eller mulig gøre sig en ren indtægt ved bortfæstning af den og jordegodset, og han kunne sidde inde med kirkens kapitalformue, og så længe kirken vedligeholdtes tilbørligt og alle afgifter udrededes, blev der næppe spørgsmål om kapitalen selv eller renter.
I løbet af Christian 4.s regering udviklede der sig da et patronat med adkomst til kirkens renter, og i Christian 4.s reces af 1643 findes sådan patronsret omtalt som lovhjemlet. Det ældre regnskabspatronat forsvandt snart aldeles, og under navn af patronatsret (jus patronatus) blev kirketienden og kirkens øvrige indtægter – og som oftest også kongetienden – nu ligefrem solgt som krongods for en fast takst. I lovsproget blev patronatsret enstydigt med besiddelse af kirkens indkomst og tiende med påhvilende forpligtelser, og for denne betydning af ordet trådte det, der oprindelig lå i det, nemlig kaldsretten, tilbage eller blev underforstået som et appendiks.
Kirkernes almindelige overgang til privateje eller salg kan regnes fra 1684. I nogen tid blev denne kirkehandel drevet underhånden på samme måde, som patronatsret tidligere var blevet solgt på ansøgning, men hurtigt gik den over til almindelig trafik. De, som samlede jordegods, købte konge- og kirketiende, og statskassen, der tidligere havde indskrænket sig til kontributioner af kirker og gejstelighed, søgte nu almindeligt ad denne vej ressourcer i kirkeformuens realisation. Ved alle salg blev vel kirkernes vedligeholdelse gjort til den strengeste pligt, og man stræbte at sikre kirkeejendommens integritet bl.a. ved at forudsætte, at kirkeejeren førte et ordentligt kirkeregnskab, om hvilket der dog kun blev spørgsmål i tilfælde af misligholdelse. Følgerne af den hele handel blev dog sjældent til kirkens fordel. Ejernes fordel blev i de fleste tilfælde det fornemmeste hensyn, og menigheden berøvedes i væsentlig grad interessen for dens egen sognekirke, da den blev en privat købers ejendom.
Efter at kaldsretten ophørte med at være en del af patronatsretten i 1809, blev forskellen mellem kirkepatroner og kirkeejere imidlertid udvisket, og i kirkelovgivningen behandles de under ét og benævnes som regel som kirkeejere eller kirketiendeejere. Ved loven af 15. maj 1903 om tiendeafløsning blev der givet regler om afløsning af disses forpligtelser, hvorefter hovedparten af kirkerne overgik til selveje. I 2003 var der således kun 16 kirker indenfor Folkekirken, der ikke var selvejende.
En helt særlig udvikling tog patronatsretten ved Sankt Petri Tyske Kirke i København, hvor kirkepatronen i løbet af det 17. århundrede uviklede sig til menighedens øverste lobbyist, dog uden hverken kaldsret eller ret til kirketiende.